# Scheichtum Oberasir
Das Scheichtum Oberasir (arabisch مشيخة عسير العليا) wurde im August 1916 als arabischer Staat gegründet, nachdem es sich möglicherweise mit Hilfe des Königreichs Hedschas vom idrisidischen Emirat Asir abgespalten hatte. Al-Hasan Bin Ayad führte das Scheichtum. 1920 wurde Oberasir aufgrund von Stammesrevolten bedroht, und die Herrschaft von bin Ayad stand auf dem Spiel. Von April bis Mai 1920 intervenierte Abd al-Aziz ibn Saud aus dem Sultanat Nadschd, um die Stammesangehörigen zu unterstützen und besiegte bin Ayad. In der Folge wurde Oberasir am 30. August 1920 zwischen den Saudis und den Idrisiden aufgeteilt.